# Steinschleifmaschine

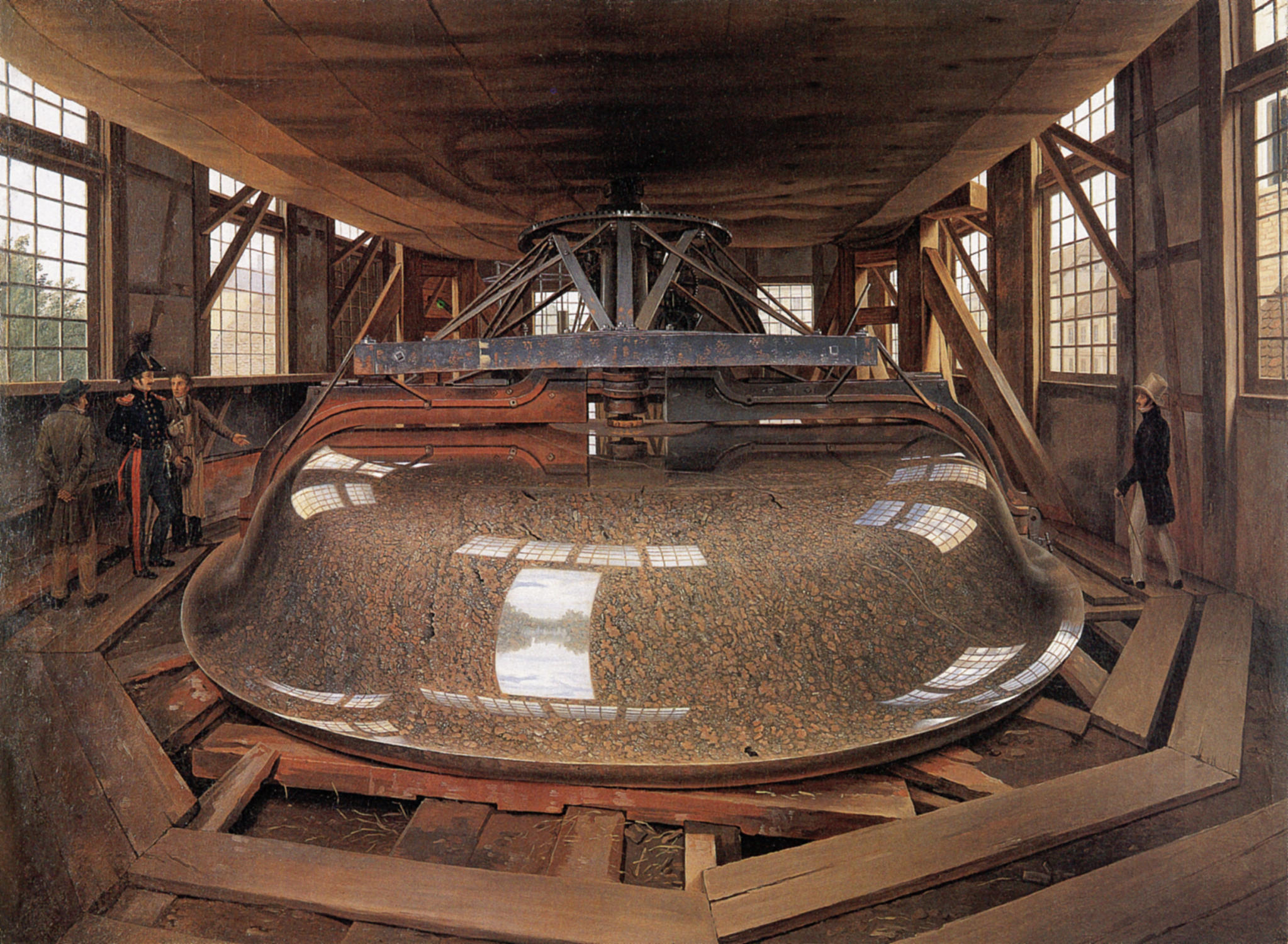
Möglicherweise eine der ersten mit Dampf angetriebenen Großschleifanlagen. Gemälde von Johann Erdmann Hummel im Märkischen Museum, 1831/32. Die Abbildung zeigt die Granitschale im Lustgarten in Berlin.

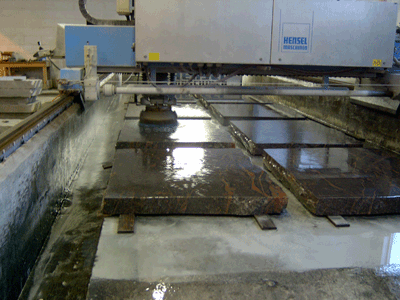
Flächenschleifstraße. Die aufgereihten Tranchen werden durch einen einzelnen Schleifkopf (halblinks) poliert, der auf einer Brücke geführt wird.

Die Steinschleifmaschinen werden zum Schleifen und Polieren von Natursteinen im Steinmetzgewerk eingesetzt.

## Abgrenzung
Ein Sonderfall sind die Steinschleifmaschinen, die zum Schliff von Schmucksteinen aus anderen Mineralen dienen; es sind keine Werkzeugmaschinen. Es handelt sich um Trommelmischmaschinen, in die Schleifmittel und Wasser eingebracht wird. Sie werden nach Befüllen in Rotation versetzt und schleifen die Steine bis zur Politur.

Ebenfalls werden Maschinen zum Glätten der Laufflächen aus Kunststoff von Skiern und Snowboards Steinschleifmaschinen genannt. Sie zählen jedoch nicht zu den hier behandelten Steinschleifmaschinen.

## Geschichte
Bevor Maschinen zum Schleifen und Polieren eingesetzt wurden, war das Schleifen eine aufwändige und kräftezehrende Arbeit. Diese Arbeiten wurden händisch ausgeführt und es kamen Schleifsteine zum Einsatz, die ein- oder beidhängig bewegt wurden oder es wurde ein Stahlklotz unter Einstreuung loser Schleifmittel hin und her bewegt.
Als Erfinder des maschinellen Schleifens und Polierens von Granit im industriellen Maßstab, einem Hartgestein, gilt der Steinmetz Erhard Ackermann in den 1850er Jahren aus Weißenstadt im Fichtelgebirge. Schleif- und Poliervorgänge an Einzelstücken durch mit Dampfkraft angetriebenen Maschinen fanden bereits früher statt. Bekannt hierfür ist der Berliner Steinmetz Christian Gottlieb Cantian für das Polieren der großen Granitschale im Lustgarten Ende der 1820er Jahre. Mit der Entwicklung der Industrialisierung wurden im großen Maßstab Flächen geschliffen und poliert. Dabei kamen zunächst dampf- und später elektrisch angetriebene Schleifmaschinen zum Einsatz. Durchgesetzt hat sich das Prinzip der Gelenkarmschleifmaschine in großem Maßstab. Beispielsweise waren im Sudetenland, einem der großen Steinbruchgebiete, etwa 800 derartige Maschinen im Einsatz. Sie wurden nahezu ausschließlich von Frauen bedient. Es waren zumeist Ehefrauen der Steinmetze und Steinhauer, die ein zusätzliches Einkommen für ihre Familien erzielten.
Die meisten Schleifvorgänge finden wassergekühlt statt. Ein Trockenschliff findet heute (2008) lediglich bei Kantenbearbeitungen von Weichgesteinen statt. Dabei werden händisch geführte, elektrisch oder mit Druckluft angetriebene Handschleifmaschinen eingesetzt. 

Historische Steinschleifmaschinen
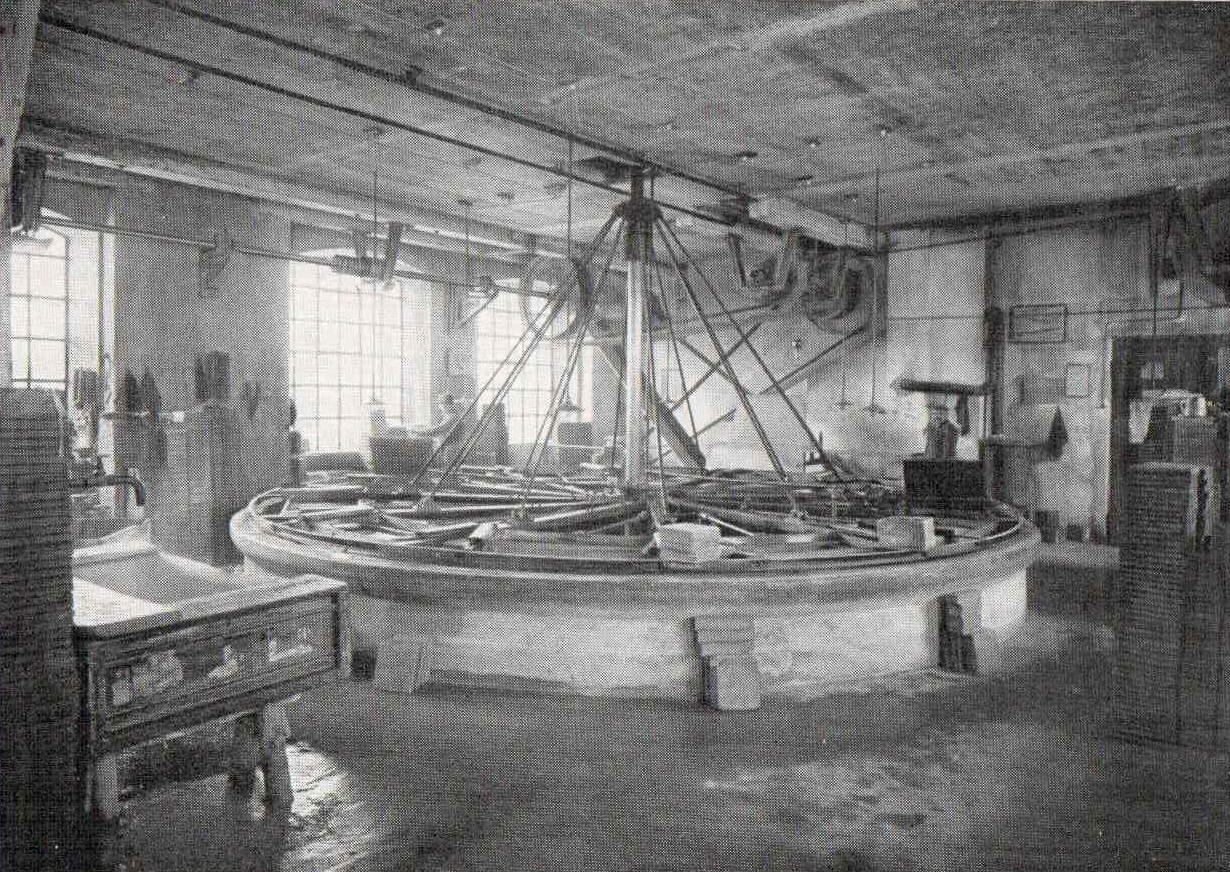
Bodenplattenschleifmaschine, vermutlich mit Dampf angetrieben (vor 1907)
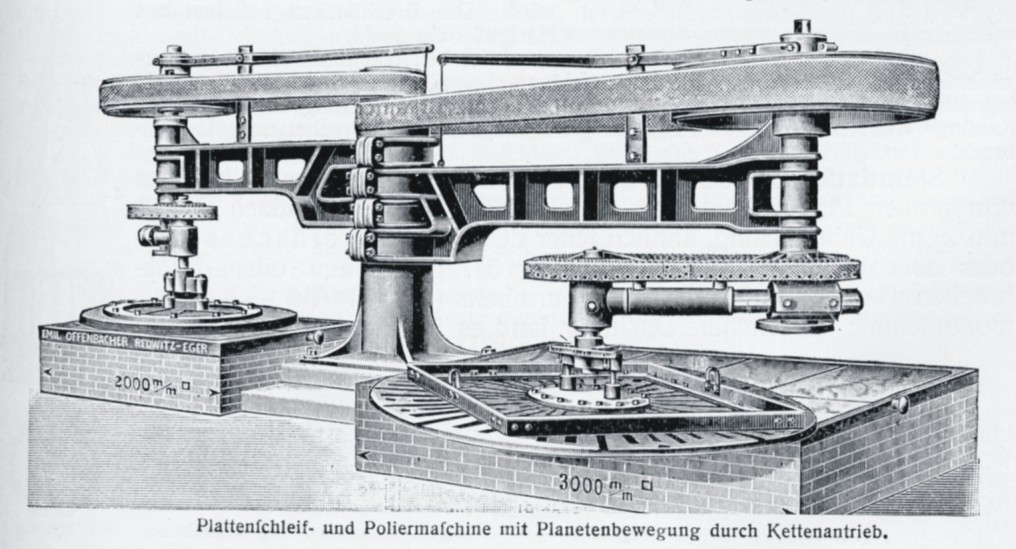
Eine Plattenschleif- und Poliermaschine um 1900
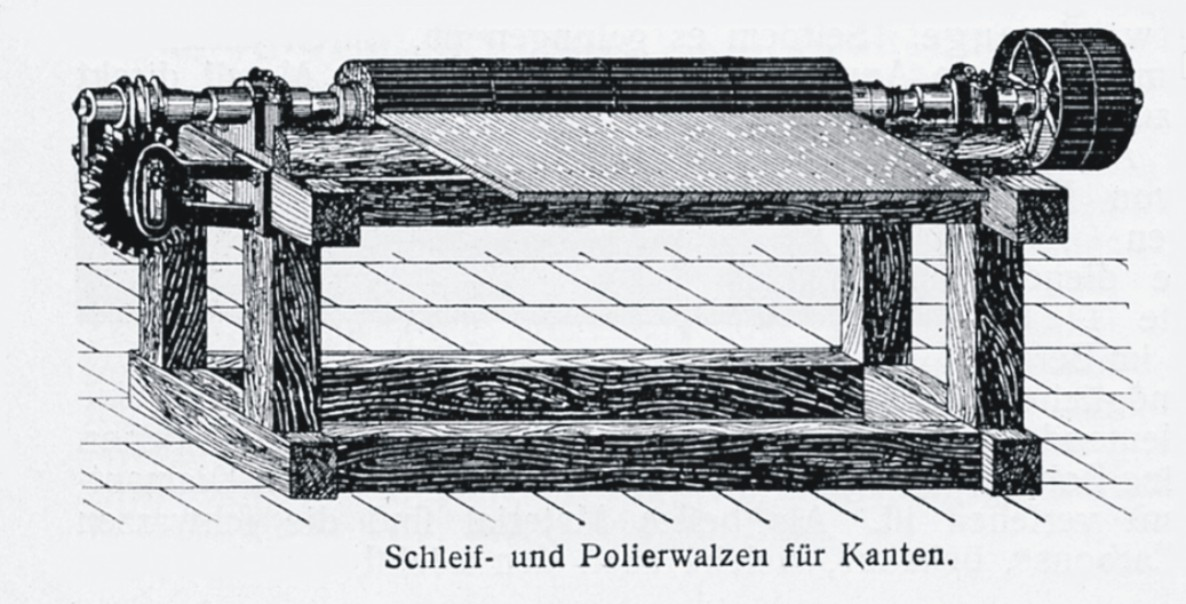
Eine Kantenschleif- und Poliermaschine mit Walze um 1900

## Typologie

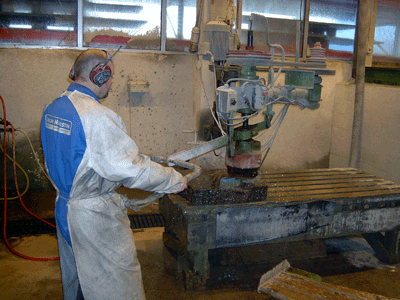
Traditionelle Gelenkschleifmaschine

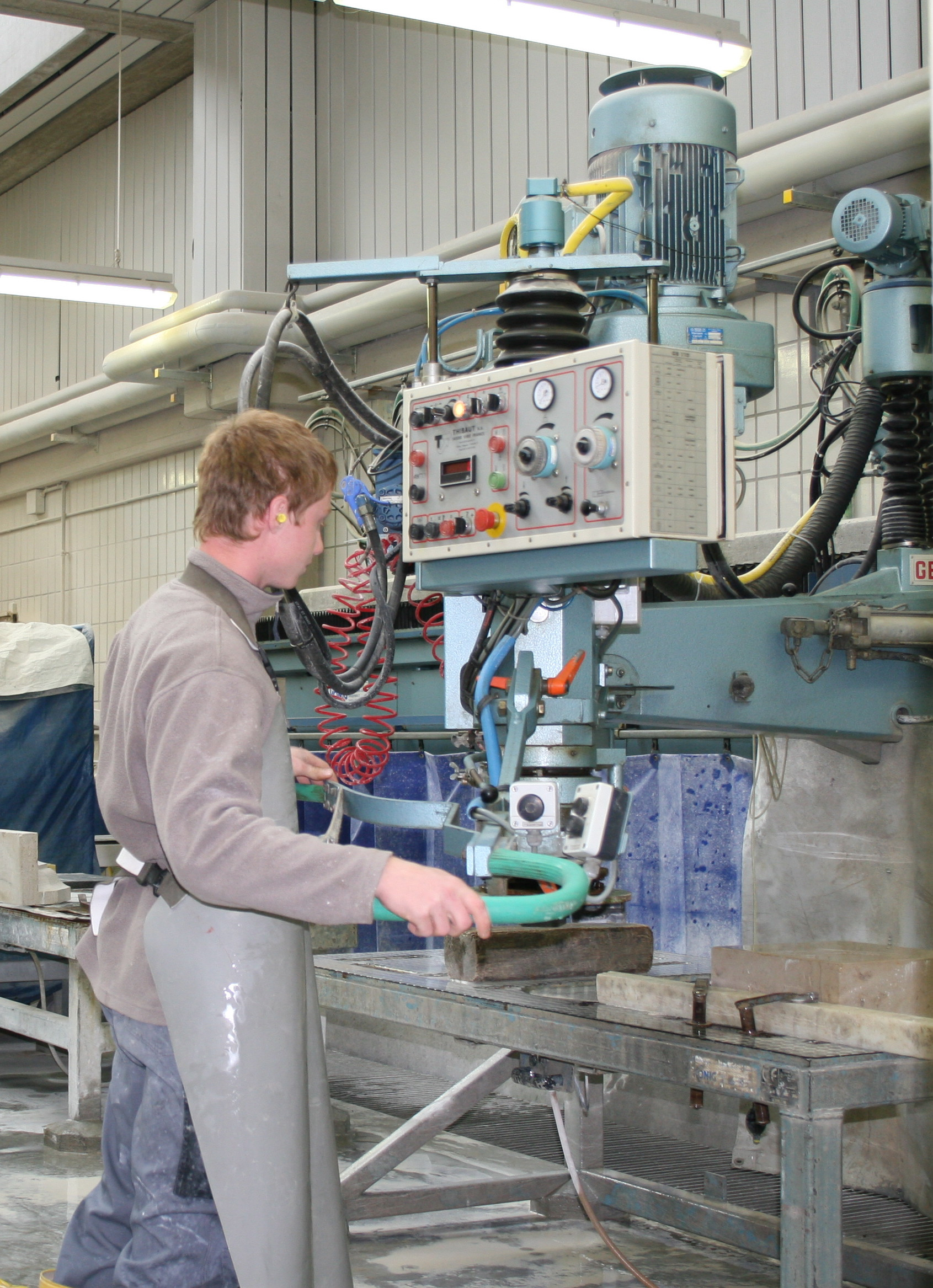
Mehrzweck-Gelenkarmschleifmaschine, die auch fräsen kann

Bei den Steinschleifmaschinen, die Naturstein schleifen, wird grundsätzlich unterschieden in:
- Mobile Schleifmaschinen: Zu den mobilen Systemen gehören Handschleifmaschinen, Bodenschleifmaschinen und Treppenschleifmaschinen
- Stationäre Schleifmaschinen: Gelenkarmschleifmaschinen, Schleifautomaten mit Schleifkopfwechsel, Kantenschleifmaschinen,
- Schleifstraßen: Flächenschleifstraßen für sogenannte Unmaßplatten (Platten ohne gesägte Kanten) und für massive Steintranchen (ab 80 mm Dicke).

Die Steinschleifmaschinen sind Werkzeugmaschinen, bei denen das Werkzeug rotiert.

## Schleifmittel
Bei den Schleifmitteln, die für Natursteine verwendet werden, wird grundsätzlich zwischen losen und gebundenen Schleifmittel unterschieden.

Lose Schleifmittel sind: Quarzsand, Schmirgel, Bims, Kieselgur (Tripel), Stahlsand, Siliciumcarbid und Korund. Lose Schleifmittel werden heute (2008) nur noch selten zum Schleifen verwendet. Sie werden vornehmlich in Gattersägen verwendet, in welchen sie mit Wasser in die Sägefugen der Steine eingespült werden und solchermaßen die Sägeleistungen beim Aufsägen der steinernen Rohblöcke zu Unmaßplatten und Tranchen optimieren.

## Bindungsarten
Gebundene Schleifmittel in Schleifkörpern für die Natursteinverarbeitung sind: Stahlsand, Siliciumcarbid, Elektrokorund, Borcarbid und Diamanten.

Je nach zu schleifenden Gestein und Einsatzbedingungen sind die Bindungsarten der Schleifmittel unterschiedlich. Es gibt mineralisch-, keramisch-, bakelit-, kunststoff- und metallgebundene Schleifscheiben bzw. -körper.
- mineralisch-gebundene Schleifkörper: Hierbei wird zwischen Magnesitbindung und Silikatbindung unterschieden. Magnesitgebundene Schleifkörper werden im Kaltgießverfahren hergestellt. Sie sind nur für das Nassschleifen geeignet, können aber nicht lange, vor allem nicht feucht, gelagert werden. Sie sind für Umfangsgeschwindigkeiten bis 20 m/s zugelassen. Die Silikatbindung besteht aus Wasserglas und die Herstellung erfolgt bei einer Temperatur von 250 bis 300 °C.
- keramisch-gebundene Schleifkörper: Sie bestehen aus einem Gemisch aus Quarz, Feldspäten und Ton und werden bei zirka 1.100 °C gebrannt. Sie sind für den Nass- und Trockenschliff geeignet.
- bakelit-gebundene Schleifkörper: Es handelt sich Schleifscheiben mit Kunstharzbindung, die bei 180 °C gehärtet werden. Sie sind sowohl für Nass- als auch für Trockenschliff geeignet. Die Umfangsgeschwindigkeit ist mit 45 m/s und bei faserverstärkten Scheiben je nachdem bei 80 m/s bis 100 m/s angegeben.
- kunststoff-gebundene Schleifkörper: Verwendet werden Bindemittel, wie Polyester, Epoxidharze oder Polyurethane, die hohe Festigkeitswerte erreichen und vor allem für Feinschliff verwendet werden. Sie sind nahezu ausnahmslos nur für einen Nassschliff geeignet.
- metall-gebundene Schleifkörper: Die Bindemittel sind Bronze, Stahl und Hartmetall. In die Metallbindung sind Diamanten eingebracht. Bronzebindung wird für Kalksteine, Marmore und Betonwerkstein mit Marmorzuschlägen, Stahlbindung wird für alle Hartgestein und für spezielle „verschleißharte“ Natursteine verwendet. Die Hartmetallbindung kommt bei Sandstein und Basaltlava zum Einsatz.

## Schleifkörnung
Die verwendete Körnung wird auf den Rückseiten der Schleifkörper in Form von Zahlen von 000, 00, 0 und von 1 bis 5 angegeben. Die Schleifkörper für Hartgestein sind bei Nr. 3 und 4 feiner. Die Steinoberflächen von Naturwerksteinen werden je nach Anforderungen unterschiedliche geschliffen. Die Zahl der Körnung, die in der Regel auf der Rückseite der Schleifkörper angegeben ist, orientiert sich an der amerikanischen Maßeinheit Mesh, an der Anzahl der Maschen eines Siebs pro Zoll (25,4 mm), die auch Sieblinie genannt wird. Je größer die Zahl, desto feiner ist die Körnung. Je kleiner die Zahl ist, desto rauer ist die Steinoberfläche.

## Schleifkörper
Beim Einsatz der sogenannten Schleifkörper kommen unterschiedliche geformte Systeme zum Einsatz. Nach der Form können Schleifringe, Schleifscheiben oder Schleifsegmente unterschieden werden. Eine Sonderform bilden Schleifwalzen, die Steinkanten schleifen.

Zur Optimierung der Schleifwirkung wird entweder Druck ausgeübt oder es werden sogenannte Schleifköpfe verwendet. Es kommen sogenannte Wackel-, Planeten-, Walzen- und Universalschleifköpfe zum Einsatz.
Die Merkmale und Eigenschaften der Schleifkörper hängen im Wesentlichen vor allem von der Schleifmittelkörnung, von der Bindungsart und vom Gefüge ab.